# دهستان سنگستان
سنگستان دهستانی است از توابع بخش مرکزی شهرستان همدان در استان همدان است. مرکز این دهستان آبشینه می‌باشد .

## روستاها
سبزآباد 
آقداش
 مرتع بلاغ 
 گورگز 
 اغجه سیدان 
 باغچه 
 سرخ آباد 
 سنگستان 
```
 پهن آباد 
```

 شورین 
آبشینه (مرکز دهستان)
 ضیاالدین 
 کنجینه 
 یکانه 
```
 ایوک 
```

 کردبلاغ 
 مهبار 
```
 پل شکسته 
```

 ده دلیان 
 دینگله کهریز 
```
 شیرآباد 
```

 عربلو 

## جمعیت
براساس سرشماری سال ۱۳۸۵ جمعیت آن ۱۱٬۹۰۹ نفر (۳٬۱۴۶ خانوار) بوده‌است.